# Сяошо
Сяошо (кит. трад. 小說, упр. 小说, пиньинь xiǎoshuō) — китайский термин, который в наши дни в Китае, Корее и Японии обозначает и романы, и сюжетную художественную прозу любой длины; в Корее он произносится как сосоль (кор. 소설, 小說, soseol, sosŏl), а в Японии — как сёсэцу  (яп. 小説 shōsetsu). Этот термин состоит из двух китайских иероглифов, первый из которых означает «маленький», «мелкий», «незначительный», а второй — «говорить», «разговаривать», «рассказывать» (или одно из соответствующих существительных), и дословно переводится как «ничтожные высказывания». К сяошо относятся произведения художественной направленности, противопоставляемые каноническим конфуцианским сочинениям.

## Сяошо в Китае
Выражение сяошо впервые упоминается в «Чжуанцзы», где противопоставляется «великим достижениям» (飾小說以干縣令，其於大達亦遠矣, букв.: «приукрашивать свои ничтожные высказывания, чтобы стать окружным судьей, — это еще далеко не великое достижение»).
В значении литературного жанра его впервые использует Хуань Тань 桓譚 (ок. 43 до н. э. — 28 н. э.) в трактате «Синьлунь». Хуань Тань указывает, что последователи традиции сяошо «собирают фрагментарные и ничтожные высказывания» и пишут «короткие книги», которые, однако, имеют некоторую ценность, повествуя на темы «самоконтроля и управления домом».
Аналогичным образом высказывается Бань Гу (32-92 н. э.) в трактате «И вэнь чжи» (30-й цзюань «Ханьшу»). Бань Гу включает сяошо в список десяти философских традиций. При этом он ссылается на высказывание Конфуция: «Даже в малом знании есть некоторая ценность» 虽小道，必有可观者焉. Однако, согласно Конфуцию, «заходя слишком далеко, практика таких знаний становится препятствием, и поэтому благородный муж этим знаниям не следует». Бань Гу выступает за сохранение такого знания, даже если оно состоит из одной фразы и исходит от простолюдинов, «дровосеков и сумасшедших». С другой стороны, он также утверждает, что из десяти упоминаемых школ только девять заслуживают внимания 其可观者九家而已.
Инь Юнь (471—529) создал компиляцию «Сяошо» в 10-и цзюанях. Она сохранилась только в цитатах, которые были выпущены отдельной книгой под редакцией Лу Синя в 1910.
В эпоху Мин Ху Инлинь 胡應麟 (1551—1602) разработал классификацию сяошо по шести категориям.